# Werder (brandenburgisches Adelsgeschlecht)

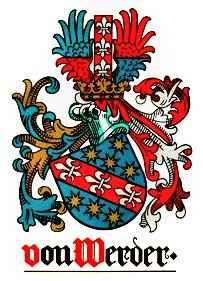
Das Wappen des märkisch-magdeburgischen Geschlechts von Werder

Werder (früher auch von dem Werder) ist der Name eines Adelsgeschlechts aus Brandenburg, das dem Uradel entstammt.

## Geschichte

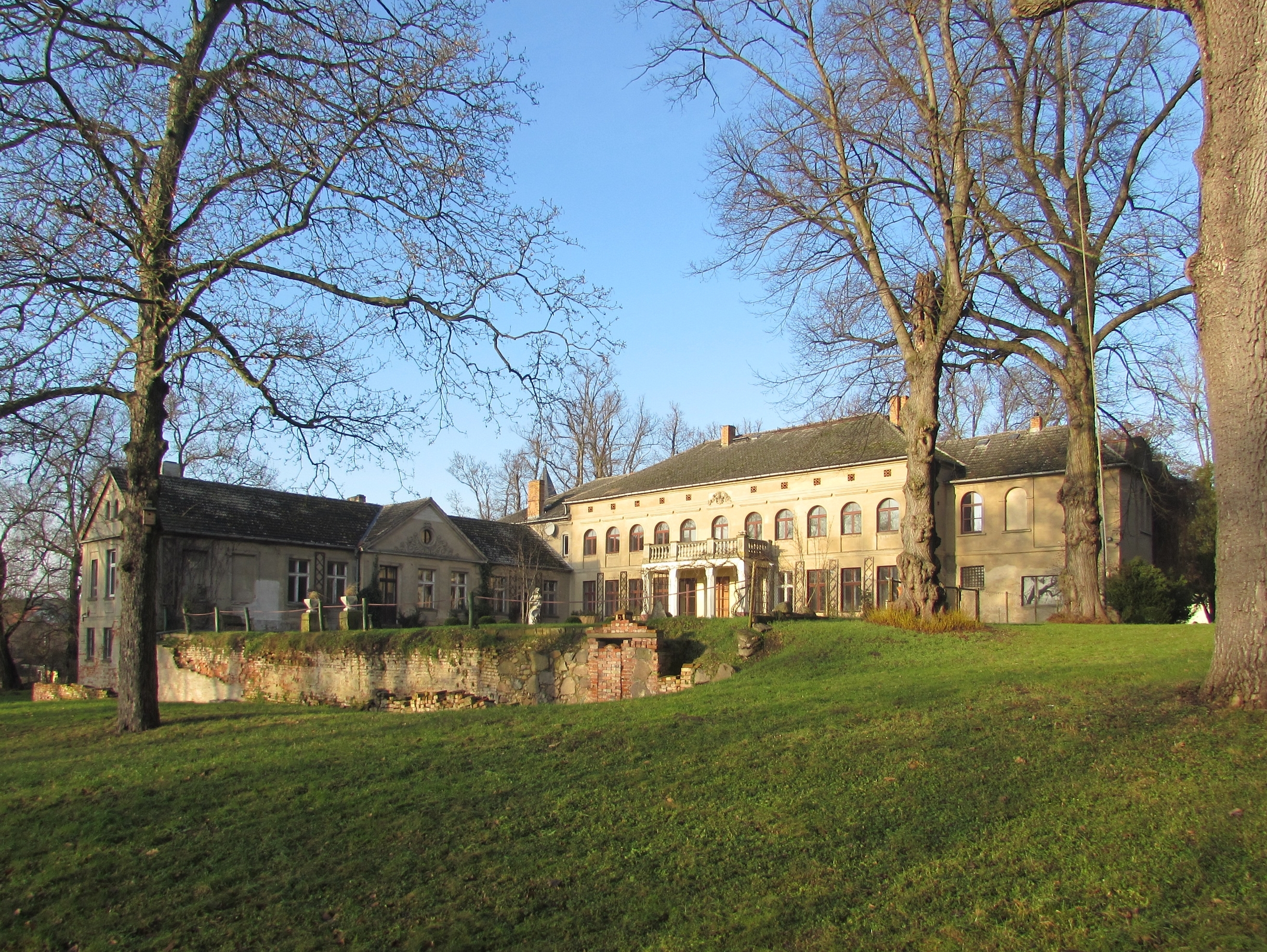
Das Gutshaus in Rogäsen

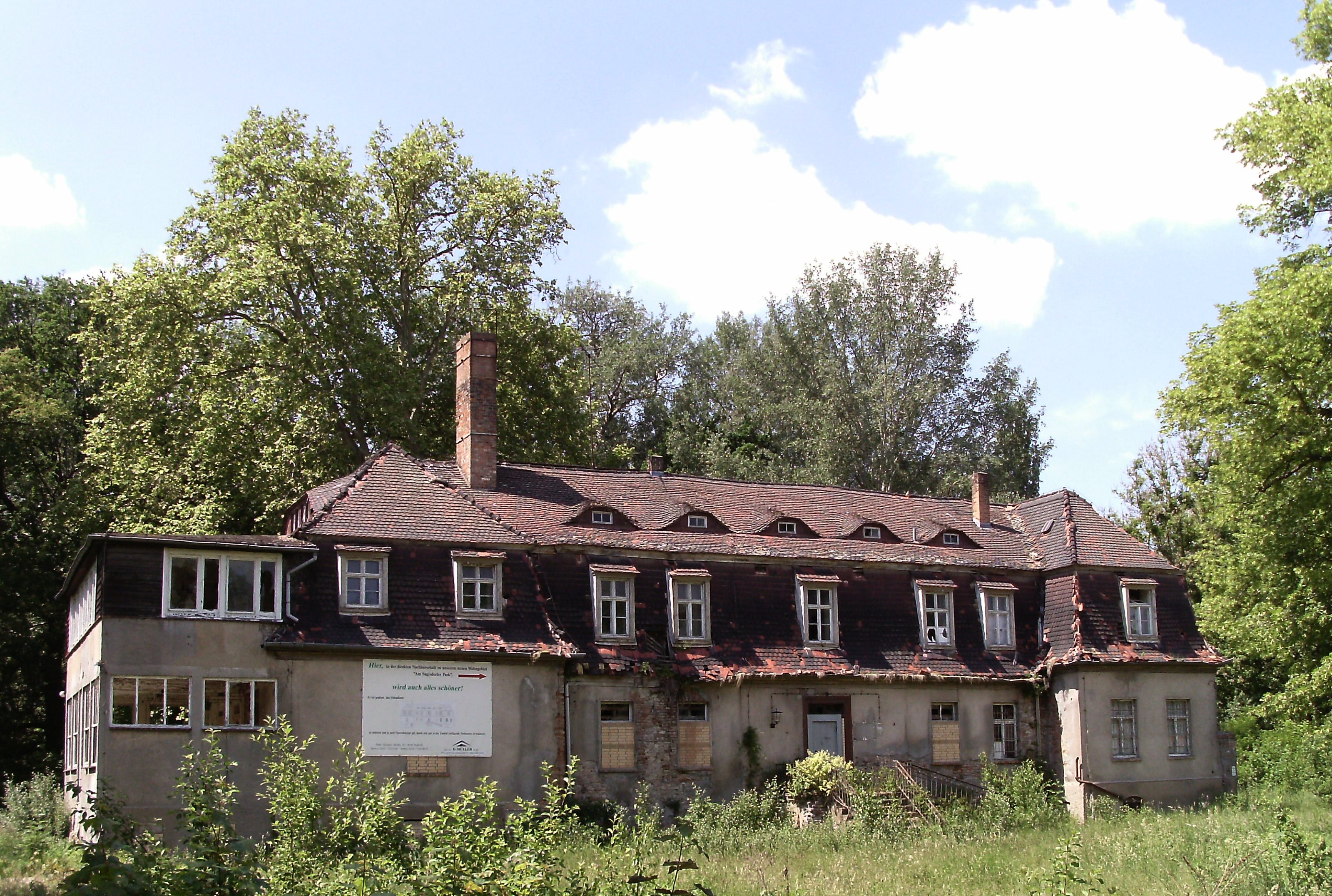
Herrenhaus Sagisdorf Zustand 2012

Die Werder wurden erstmals im Jahr 1369 mit den Brüdern Albrecht, Henning und Fritz von dem Werder und ihren Vettern Busso und Konrad von dem Werder schriftlich erwähnt. Über 500 Jahre besaß die Familie das Rittergut Rogäsen im Westen des heutigen Landes Brandenburg. Des Weiteren entwickelte sich das Rittergut Sagisdorf zu einem der Hauptsitze der Familie.
Das Geschlecht gehört zum Uradel, eine genealogische Unterlinie erhielt am 15. April 1879 den preußischen Grafenstand in der Erstgeburtslinie (Primogenitur). Seit 1920 besteht ein Familienverband.

## Wappen

Wappen des Grafen August von Werder (aus dem Grafendiplom vom 15. April 1879)

Das Wappen des Geschlechts zeigt in Blau einen mit drei silbernen Lilien belegten roten Schrägrechtsbalken, begleitet oben von vier, unten von drei goldenen Sternen. Auf dem Helm mit links blau-goldenen, rechts rot-silbernen Decken ein mit drei silbernen Lilien belegter Pfahl zwischen einem offenen Flug.
Das gräfliche Wappen des August von Werder zeigt im goldenen Schild ein silbern gerandetes schwarzes Eisernes Kreuz, das mit dem Stammwappen belegt ist.

## Bekannte Familienmitglieder
- Hans von Werder (1771–1837), preußischer Generalleutnant
- Dietrich von Werder (1740–1800), preußischer Minister beim Generaldirektorium
- Friedrich Wilhelm von Werder (1747–1820), preußischer Generalmajor
- Wilhelm von Werder (1768–1854), preußischer Generalleutnant
- Ludwig Timon Moritz von Werder (1780–1852), preußischer Generalmajor
- Johann von Werder (1783–1854), preußischer Generalmajor
- Ferdinand von Werder (1785–1861), preußischer Generalleutnant
- Wilhelm von Werder (1786–1854), preußischer Generalleutnant
- Franz Karl von Werder (1788–1869), General der Infanterie und Generalgouverneur von Kurhessen
- Albert von Werder (1805–1884), königlich-preußischer Geh. Ober-Regierungsrat, Genealoge
- August von Werder (1808–1887), preußischer General der Infanterie
- Bernhard von Werder (1823–1907), preußischer General der Infanterie, Generaladjutant des Zaren
- Albert von Werder (1826–1888), preußischer Generalmajor
- Hans von Werder (1834–1897), preußischer General der Infanterie
- Dietrich von Werder (1847–1917), preußischer Generalmajor
- Günther von Werder (1850–1912), preußischer Generalleutnant
- Albert von Werder (1852–1936), preußischer General der Kavallerie
- Hans-Georg von Werder (1854–1942), königlich-sächsischer Kammerherr
- Nikolaus von Werder (1856–1917), deutscher Verwaltungsjurist und Politiker, Mitglied des Preußischen Abgeordnetenhauses
- Hans von Werder (1867–1923), preußischer Oberst, Hauptgeschäftsführer der Deutschen Adelsgenossenschaft
- Wolfgang von Werder (1876–1944), preußischer Generalmajor, Genealoge
- Hans Klaus von Werder (1892–1972), deutscher Offizier, persönlicher Adjutant des Prinzen Eitel Friedrich von Preußen, Bundesvorsitzender des Semper talis Bundes 1953–1971
- Hans Christoph von Werder, (1898–1944), Landrat des Kreises Zauch-Belzig, Provinz Brandenburg
- Lutz von Werder (* 1939), deutscher Autor, Moderator, Soziologe, Philosoph und Hochschullehrer
- Klaus von Werder (1940–2022), Prof. Dr. d. Neuroendokrinologie, Autor[3]
- Axel von Werder (* 1956), Professor an der Technischen Universität Berlin

## Weitere Literatur
- Emil von Conrady: Das Leben des Grafen August von Werder, königlich preussischen Generals der Infanterie. Nach handschriftlichen und gedruckten Quellen bearbeitet, E. S. Mittler & Sohn, Berlin 1889. Digitalisat